# ساتو کیلمن
ساتو کیلمن (انگلیسی: Sato Kilman؛ زادهٔ ۳۰ دسامبر ۱۹۵۷) افسر پلیس اهل وانواتو است. وی پنج بار بین سال‌های ۲۰۱۰ تا ۲۰۲۳ نخست‌وزیر وانواتو بود.